# Stavern, Niedersachsen
Stavern är en kommun i Landkreis Emsland i förbundslandet Niedersachsen i Tyskland. Kommunen bildades 1 mars 1974 genom en sammanslagning av de tidigare kommunerna Groß Stavern och Klein Stavern.
Kommunen ingår i kommunalförbundet Samtgemeinde Sögel tillsammans med ytterligare sju kommuner.